# Opus nigrum
Opus nigrum (en el original francés, L'oeuvre au noir) es una novela de la escritora Marguerite Yourcenar, en la que a través de la descripción de la vida ficticia de un médico y alquimista del siglo XVI llamado Zenón, se recrea una Europa  con características que oscilan entre la Edad Media y el Renacimiento. Comenzada en 1921, conoció múltiples reelaboraciones hasta su publicación en 1968. Ese mismo año recibió en Francia el premio Fémina. Es considerada, junto con Memorias de Adriano, también de Yourcenar, una de las grandes novelas del siglo XX.

## Génesis de la obra
Según su autora, Opus nigrum (título que alude, al igual que el original en francés, a cierto proceso alquímico) tiene como punto de partida un relato breve titulado A la manera de Durero, el cual, junto con otros dos relatos también de tipo histórico  y titulados A la manera de El Greco  y A la manera de Rembrandt, fue publicado en 1934 con el título de La Mort conduit l´Attelage (La muerte conduce la carreta). Se trataba, en realidad, de tres fragmentos de una voluminosa novela que pretendía constituirse en un fresco que agruparía varios siglos y varios tipos humanos, y de la que esos fragmentos, agrupados con el título de Zenón, constituían el primer capítulo. Esta novela, de acuerdo con el relato de Yourcenar, fue desarrollada durante algún tiempo a la par de la obra que terminaría después por convertirse en Memorias de Adriano, aunque en 1926 decidió renunciar provisionalmente a la escritura de ambas. 
En 1955, ya acabada la redacción de Memorias de Adriano, volvió a retocar los tres relatos con la idea de reeditarlos. En esa ocasión, el personaje del médico filósofo y alquimista se le impuso otra vez a la autora. Ello dio como resultado el capítulo Conversación en Innsbruck, escrito durante 1956; el resto de la obra fue redactado entre 1958 y 1965. La primera parte de la novela, y siempre según palabras de Yourcenar, acompaña muy de cerca el plan de Zenón en A la manera de Durero, de 1921-1934; la segunda y la tercera parte fueron desarrolladas partiendo de las últimas seis páginas de ese mismo texto.
En cuanto a la elección del título, en 1958, con ya un centenar de páginas escritas, la autora buscaba algo apropiado pero no hallaba nada que pudiera satisfacerla. Recordó entonces la fórmula “L´oeuvre au noir”, que había utilizado antes en un estudio sobre Thomas Mann, y decidió adoptarla. Esta fórmula designa, en los tratados sobre alquimia, la fase de separación y de disolución de la sustancia, que era, al decir de sus practicantes, la parte más delicada y difícil de la Gran Obra. No se sabe a ciencia cierta si esta fórmula se aplicaba sobre la misma materia o si se refería a las pruebas que debe superar el espíritu que busca liberarse y trascender. Se supone que se trataría de ambas cosas, usadas de un modo alternativo.

## Argumento
La novela, que narra la vida de un médico y alquimista llamado Zenón, cuya vida transcurre entre 1510 y 1569, ubica su acción en una Flandes próspera y burguesa sobre la que influyen las novedades técnicas y las especulaciones económicas relacionadas con la guerra, como así también las pugnas originadas a partir del Concilio de Trento y de la Reforma Protestante. Dividida en tres partes tituladas respectivamente La vida errante, La vida inmóvil y La prisión, en cada una de ellas se asiste, entre sucesos culturales, religiosos y políticos de la época como trasfondo, a la evolución interior y exterior del protagonista, desde su juventud hasta su vejez y su muerte por suicidio en la cárcel de la ciudad de Brujas.   

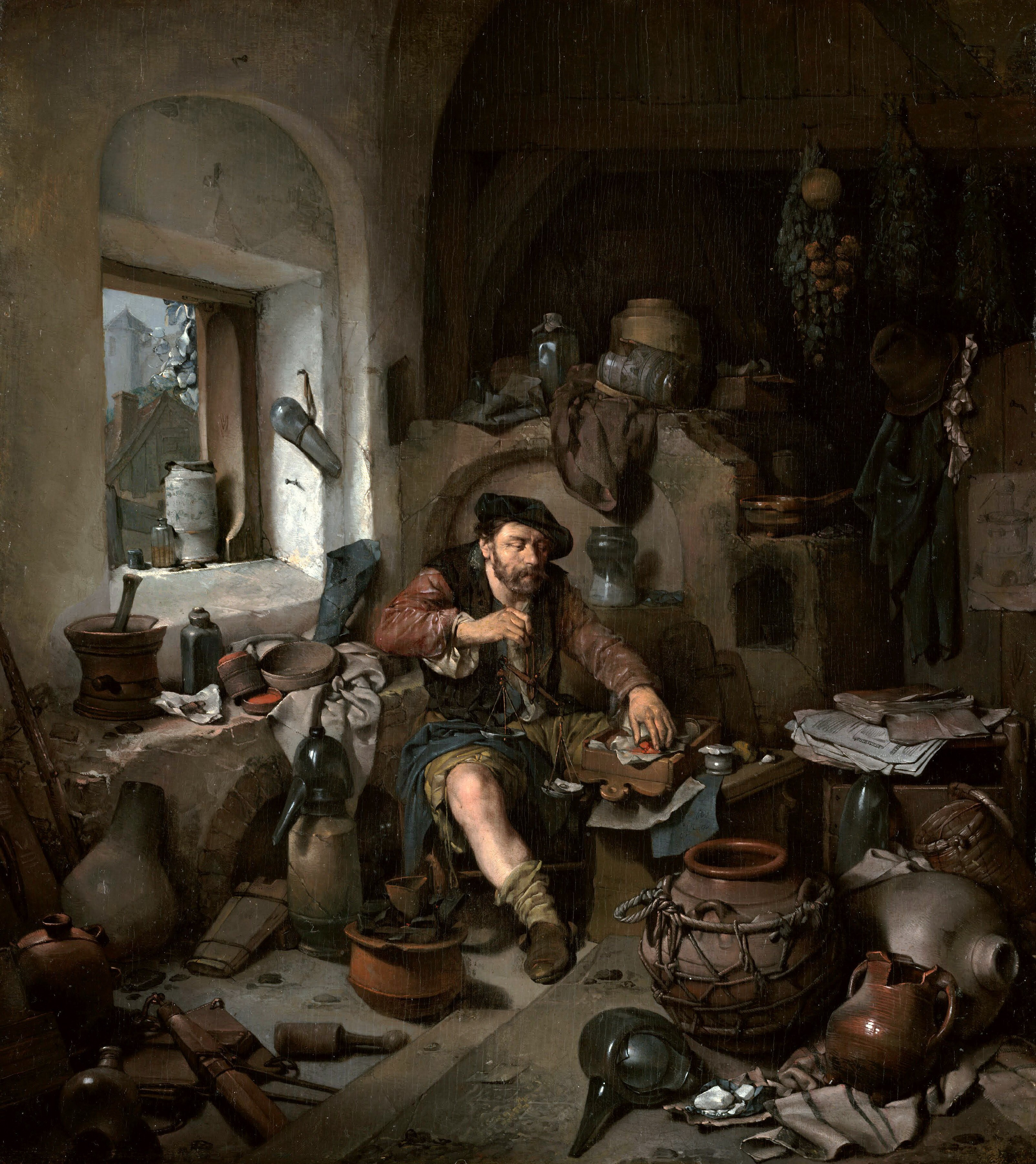
Cornelis Pietersz. Bega – El alquimista

### Primera parte. La vida errante
La Primera parte consigna once capítulos, con un título cada uno y a los que precede una frase del humanista Pico della Mirandola extraída de su obra Oratio de hominis dignitate. Esta Oración, cuyo final declara: “No te he hecho ni celeste, ni terrestre, ni mortal, ni inmortal, a fin de que tú mismo, libremente, a la manera de un buen pintor o un hábil escultor, remates tu propia forma”, constituye un epígrafe adecuado para ilustrar las decisiones con las que el personaje irá constituyendo su vida.   
Capítulo I. El camino real. Henri Maximilien, primo de Zenón, se encuentra con éste en una posada mientras se dirige a enrolarse en las tropas del rey de Francia. Zenón, por su parte, cansado, como dice, de abrevar en los libros, se dirige hacia los Pirineos. Ha decidido ver un poco de mundo, ya que como le comenta  a su primo, “¿Quién puede ser tan insensato como para morir sin haber dado, por lo menos, una vuelta a su cárcel?”
Capítulo II. La infancia de Zenón. El relato retrocede en el tiempo para informarnos de la genealogía del protagonista. Nos enteramos de que nació en la casa del hermano de su madre Hilzonda, un hombre llamado Henri-Juste Ligre y padre de su primo Henri- Maximilien. Zenón, por su parte, es el resultado de los amores de su madre con el clérigo Micer Alberico de Numi, quien abandonó a la joven embarazada para retirarse a Roma, donde fue nombrado cardenal a sus treinta años y asesinado casi inmediatamente durante una orgía en la villa de los Farnesio.  Luego de un tiempo, Hilzonde contrae matrimonio con un mercader de Zelanda llamado Simon Adriansen. A instancias de este, la pareja decide abandonar Flandes para vivir en la ciudad del esposo. Zenón, que se muestra rebelde con su padrastro, es internado en un convento para que se convierta en clérigo.  Allí es instruido en latín, en un poco de griego y en algo de alquimia. Más adelante se inscribe en la escuela de Teología, en Lovaina. En ese punto su orgullo y su capacidad lo llevan ya a despreciar a sus condiscípulos y aun a sus maestros.
Capítulo III. Ocio veraniego. Zenón se traslada, para pasar el verano, a la casa de su tío en Dranoutre, una mansión que refleja la riqueza y el transcurrir próspero de los negocios de su propietario. Allí, si bien se toma tiempo para vivir ciertas aventuras con su primo, se dedica a conocer la vida de los obreros y, fundamentalmente, a vagabundear por los campos y los bosques para realizar estudios acerca de la naturaleza. A veces asiste a ciertos espectáculos propios de la época, como la quema de una bruja o el incendio de una granja por parte de un anabaptista, ante lo cual reacciona con el  desdén y el desprecio del humanista ilustrado. 
Capítulo IV. La fiesta en Dranoutre. Tras la firma de la Paz de Cambray, la Regente de los Países Bajos, de regreso a Malinas, decide detenerse una noche en la casa del tío de Zenón, que organiza por ese motivo una gran fiesta. En medio del banquete, se presenta en la casa un grupo de tejedores para pedir la liberación de un compañero de trabajo que fue condenado a la horca por haber destrozado, dos días atrás, uno de los telares mecánicos que acababan de ser puestos en marcha, novedad que los obreros no veían con buenos ojos. Zenón toma partido por el uso de los telares mecánicos, a los que considera una herramienta útil para el progreso de los obreros. Éstos, sin embargo, se oponen y entonces se produce un altercado que solamente cesa cuando el tío de Zenón les promete un aumento y consiente en que continúen utilizándose los telares manuales. Zenón, despechado, abandona la fiesta.  

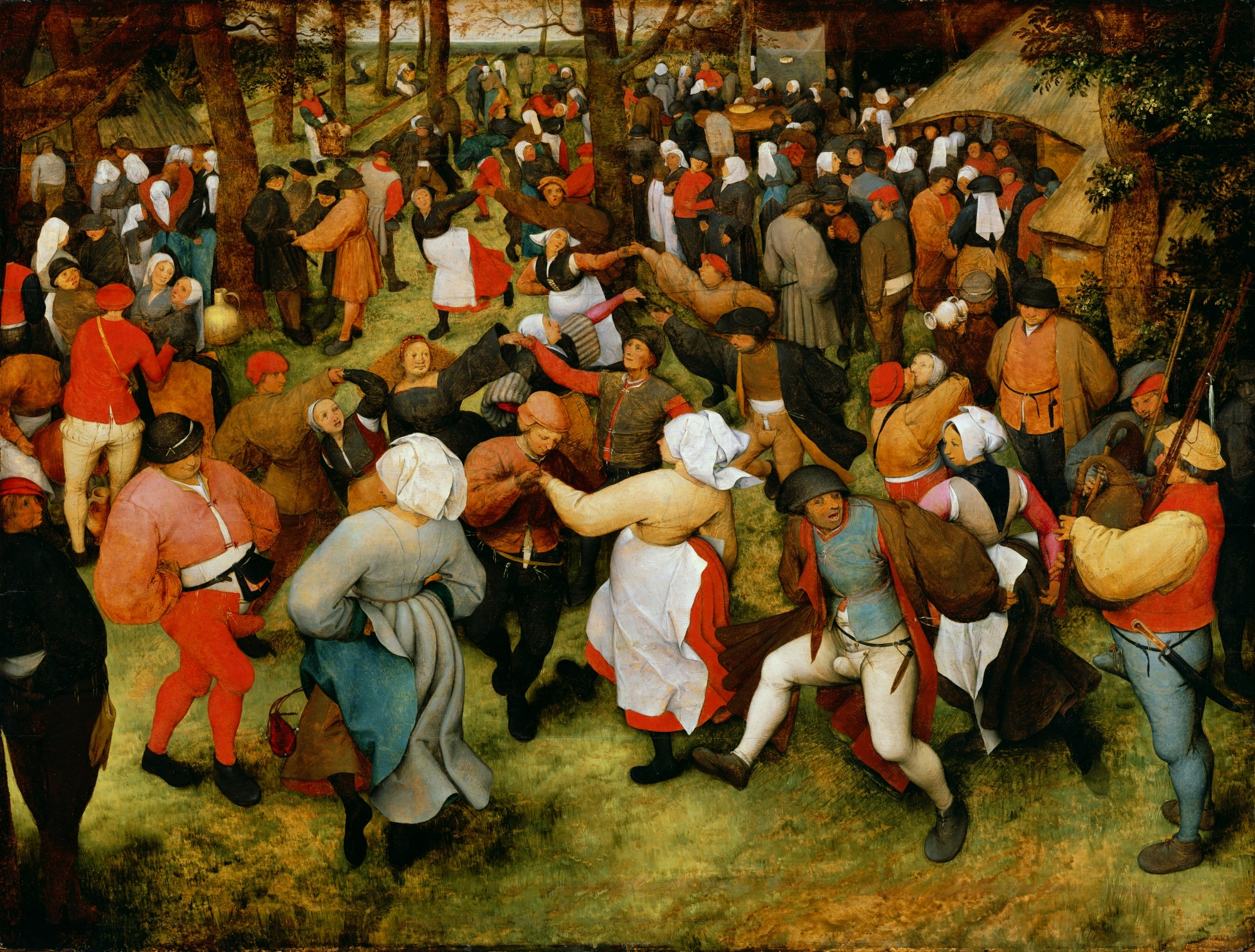
Pieter Bruegel el Viejo – Boda aldeana

Capítulo V. La salida de Brujas. Luego de pasar la noche afuera, Zenón regresa para recoger sus cosas y marcharse. Sus ropas están manchadas de barro y de un poco de sangre; al parecer se ha encontrado con un obrero que tras la discusión en la fiesta había prometido vengarse de él y lo ha matado. Se despide de la sirvienta Wiwine, que cuidaba de él, diciendo: “Quiero ver si la ignorancia, el miedo, la inepcia y la superstición verbal reinan en todas partes, igual que aquí”. 
Capítulo VI. La opinión pública. Zenón comienza a adquirir fama, mayormente a causa de rumores. Nadie puede precisar muy bien nada con respecto a él. Al principio alguien lo ha visto en Gante, en la casa de un alquimista; luego se dice que ha obtenido su diploma de médico en la Universidad de Montpellier, aunque enseguida otros afirman que había renunciado a los títulos en favor de la práctica experimental, despreciando tanto a  Galeno como a Celso; se tropieza con él en Hungría, en Génova; ciertos comentarios dan cuenta de su entrega al arte grosero de la cirugía; más adelante se le atribuyen una serie de curaciones inesperadas en Basilea, durante una epidemia de peste negra; hacia 1539 aparece en Brujas un breve tratado en francés, firmado por él, donde describe los anillos valvulares del corazón…
Capítulo VII. La muerte en Münster. Hilzonda, la madre de Zenón, participa con su esposo anabaptista en los crueles enfrentamientos entre los miembros de esta secta y los católicos; en los últimos tiempos ella se ha entregado a la vida de intensa promiscuidad sexual que distingue a la secta. Ha tenido además otra hija, llamada Martha, quien, cuando sus padres mueren a causa de aquellas luchas, es adoptada por unos parientes de Henri-Juste, Los Fugger, de Colonia.

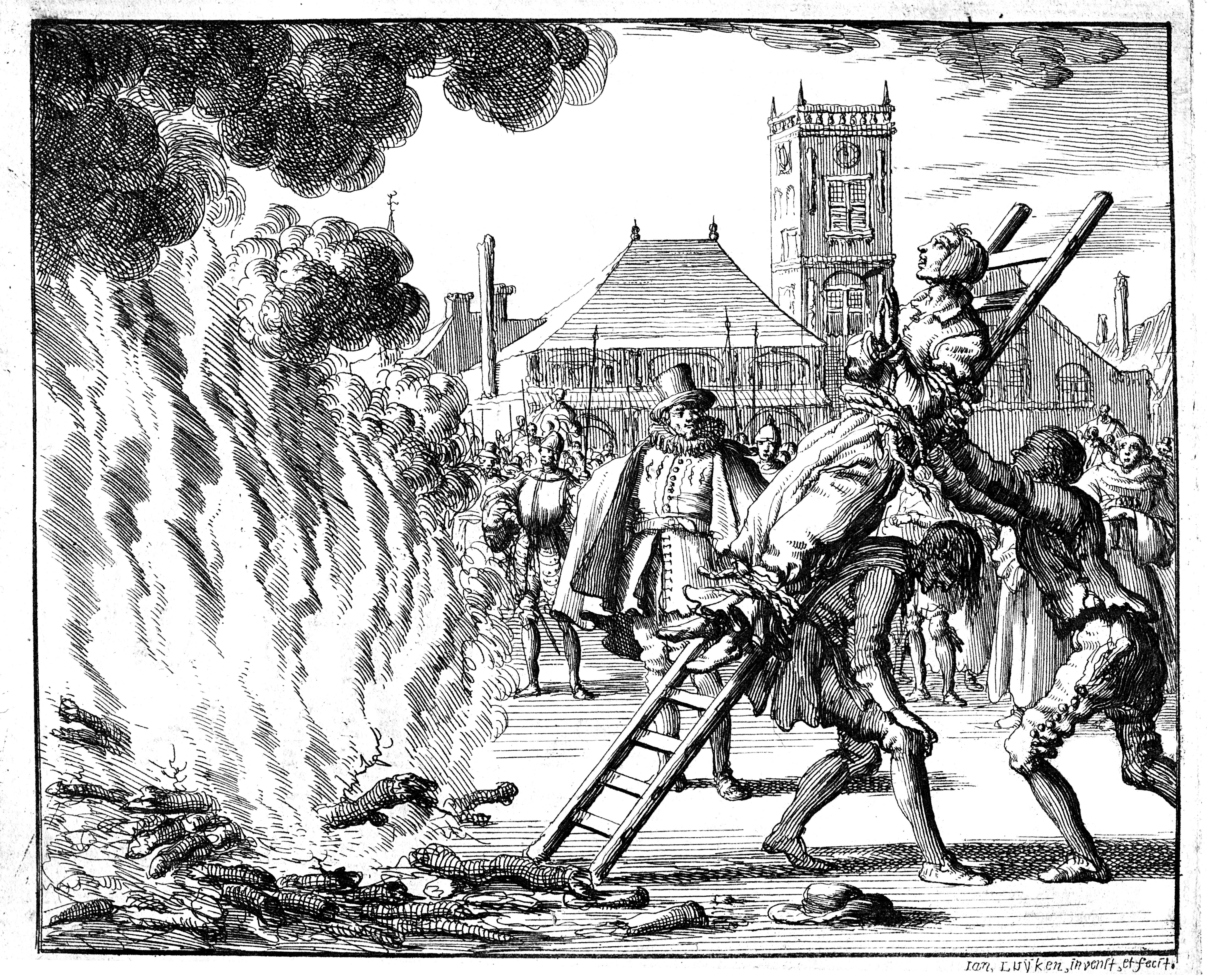
Quema de una anabaptista. Grabado de Jan Luyken

Capítulo VIII. Los Fugger de Colonia. Esta familia se compone de Martin Fugger y de Salomé, su esposa; tienen tres hijos: Sigismond, que ha partido hacia el Perú con Gonzalo Pizarro y del que nada saben; Bénédicte, una niña que se convierte en una hermana para Martha; y Philibert, heredero del negocio familiar y futuro esposo de Martha. Cuando ésta es ya una mujer, mueren Salomé y luego su hija Bénédicte, ambas de peste. Para atender a esta última, se presenta en la casa un médico con aspecto de extranjero, que no se identifica pero a quien es posible asociar con Zenón.

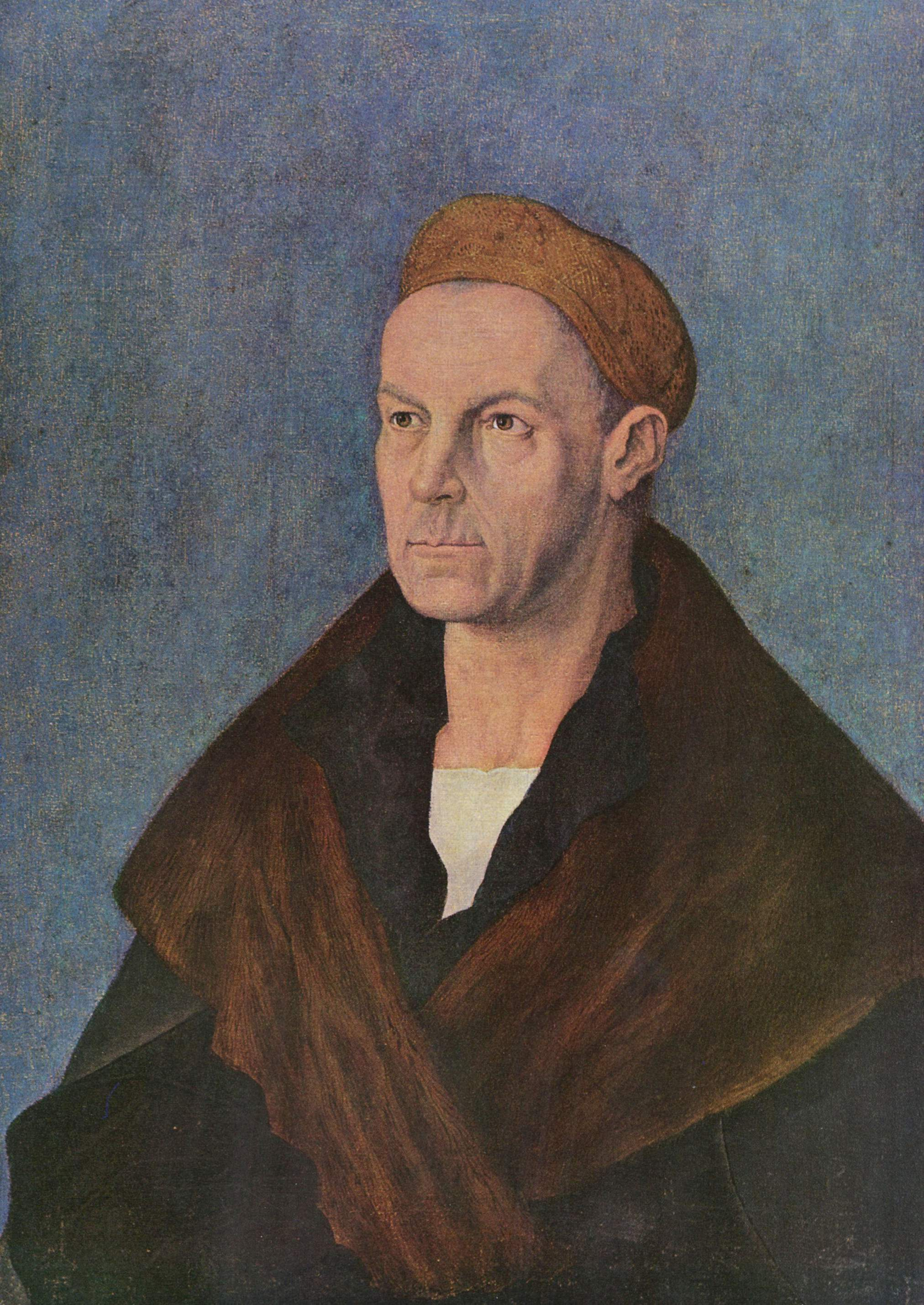
Alberto Durero. Retrato de Jacob Fugger

Capítulo IX. La conversación en Innsbruck. Se celebra en esta ciudad el Concilio de Trento, motivo por el cual el Emperador se ha instalado allí, pues desea seguir de cerca los debates. También Henri Maximilien se halla en la ciudad; tiene la cara herida por una cuchillada, fruto de un lance galante. Al ir en busca de un médico se topa con su primo Zenón, quien lo conduce a su albergue, una herrería, donde vive de incógnito, ya que las persecuciones causadas por sus Pronósticos han empezado a recrudecer. Después de las curaciones, ambos se entregan a una discusión acerca de temas relacionados con la filosofía, la religión, el amor, las galanterías, la muerte… Al separarse, Zenón, que casi nunca duerme en la herrería, se introduce en una capilla; su modo, como explica, de hacerse invisible. 
Capítulo X. La carrera de Henri-Maximilien. La vida de éste transcurre sirviendo alternativamente al Rey Cristianísimo y al Rey Católico. Poeta y capitán, escribe sus rimas en el regazo de las cortesanas y reparte sus vituallas entre la soldadesca, que lo ama. Le gusta sobre todo interrogarse acerca del modo y circunstancias de su muerte. Al fin sucumbe en una expedición destinada a forrajear, pero aquellas muertes que había imaginado, aquellos funerales, son su verdadera muerte, su entierro verdadero.  

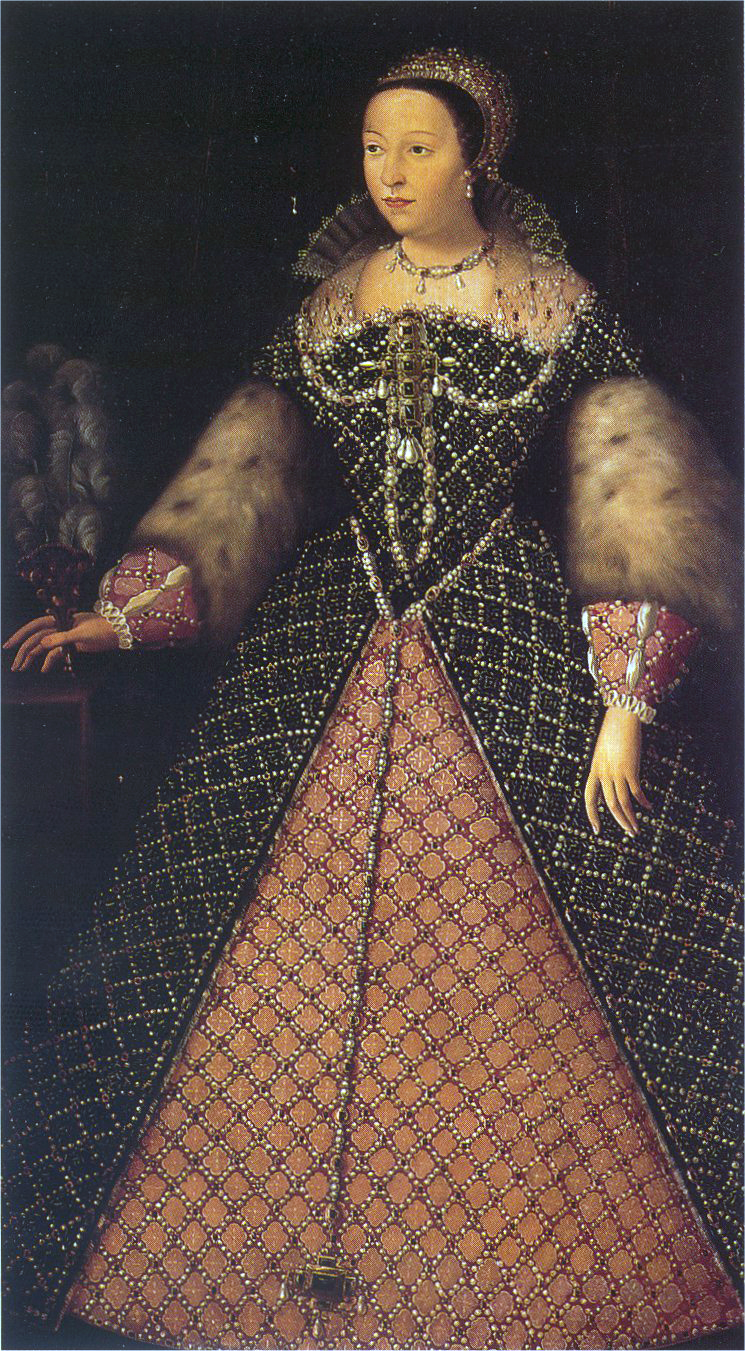
Catalina de Médicis como reina de Francia

Capítulo XI. Los últimos viajes de Zenón. Después de huir de Innsbruck,  Zenón vive durante un tiempo en Wurzburg, en casa de un discípulo suyo. De allí se traslada a Turingia y luego a Polonia, donde se alista en el ejército del rey Segismundo. Tras dos años de campaña se embarca hacia Suecia, donde obtiene los favores del rey mediante la confección de una pócima reconstituyente. Los celos de un colega lo obligan después a abandonar Suecia. Se dirige a Alemania luego de adoptar, por precaución, el nombre de Sébastien Theus. Después pasa a París, donde es presentado a la reina Catherine (Catalina de Médicis), una italiana que conoce y admira sus Pronósticos y que desea que Zenón cure al pequeño Rey, su hijo. Se instala en el Louvre, pero poco después, al  enterarse de que la edición de su obra Proteorías, que acaba de publicarse, ha sido incautada para ser destruida por el verdugo, abandona subrepticiamente París y se dirige hacia Brujas, donde espera ser olvidado.

### Segunda parte: La vida inmóvil
La Segunda parte contiene seis capítulos y su epígrafe consiste en una divisa alquímica: Obscurum per obscurius, innotum per ignotius (A lo oscuro por lo más oscuro; a lo desconocido, por lo más desconocido).
Capítulo I. El regreso a Brujas. En su viaje de regreso, Zenón conoce en el coche al prior de los Franciscanos, de Brujas, quien vuelve también de París. Por boca del prior se entera de lo ocurrido en los treinta años que duró su ausencia. En Brujas se instala en la casa de su amigo Jean Myers (a quien había advertido de su llegada), y comienza a desempeñarse como médico, siempre con el nombre falso de Sébastien Theus. Su amistad con el prior aumenta; la liberalidad del religioso le agrada. Se convierte en su médico personal, y aquel, en su confesor. Cuando Jean Myers muere, al parecer por suicidio y con una pócima propiedad de Zenón, éste, que ha sido nombrado por Myers su heredero, convierte la mansión de su amigo en un asilo para ancianos impedidos; él se instala en el vetusto hospicio de San Cosme. Un día una anciana lo reconoce. Este incidente, que debería inquietar a Zenón, no lo hace; experimenta incluso un placer que lo sorprende.
Capítulo II. El abismo. Poco a poco la existencia de Zenón se vuelve más y más ascética. Vive casi enclaustrado en San Cosme; solamente abandona sus límites para recorrer las dunas y los bosquecillos en busca de especímenes botánicos. Sus costumbres comienzan a cambiar. Ahora el acto de pensar le interesa más que los productos dudosos del pensamiento. La imposibilidad de expresar su pensamiento tanto de forma oral como escrita, lo induce a una búsqueda más precisa de puros conceptos. Las especulaciones filosóficas sobre el tiempo, el espacio, sobre la materia y el espíritu le recuerdan, por lo que en ellas hay de realidad disuelta, la experiencia de la calcinación y la disolución de las formas, ese Opus nigrum que es la parte más difícil de la Gran Obra en la alquimia. Al final, sin embargo, su meditación regresa al cuerpo, su principal objeto de estudio, y luego, por extensión, esa misma meditación lo conduce a evocar ciertos actos del pasado en los que el aspecto sensorial había tenido un papel relevante. Vuelve a escribir, pero sin intención de publicar. Lleva un registro preciso de los casos clínicos observados en San Cosme; y aunque por un tiempo tiene el proyecto de anotar todo cuanto sabía del hombre, partiendo del conocimiento que tenía de sí mismo, al final lo abandona por considerarlo peligroso. Se entretiene durante años con una rareza: una planta de tomate obtenida a duras penas de un espécimen único que habían traído del Nuevo Mundo. Guarda la planta en su laboratorio para hacer experimentos con ella, y, por ese motivo, reanuda la correspondencia con un sabio matemático de quien años atrás había sido huésped en Lovaina. De a poco empieza a pensar en nuevos viajes.  

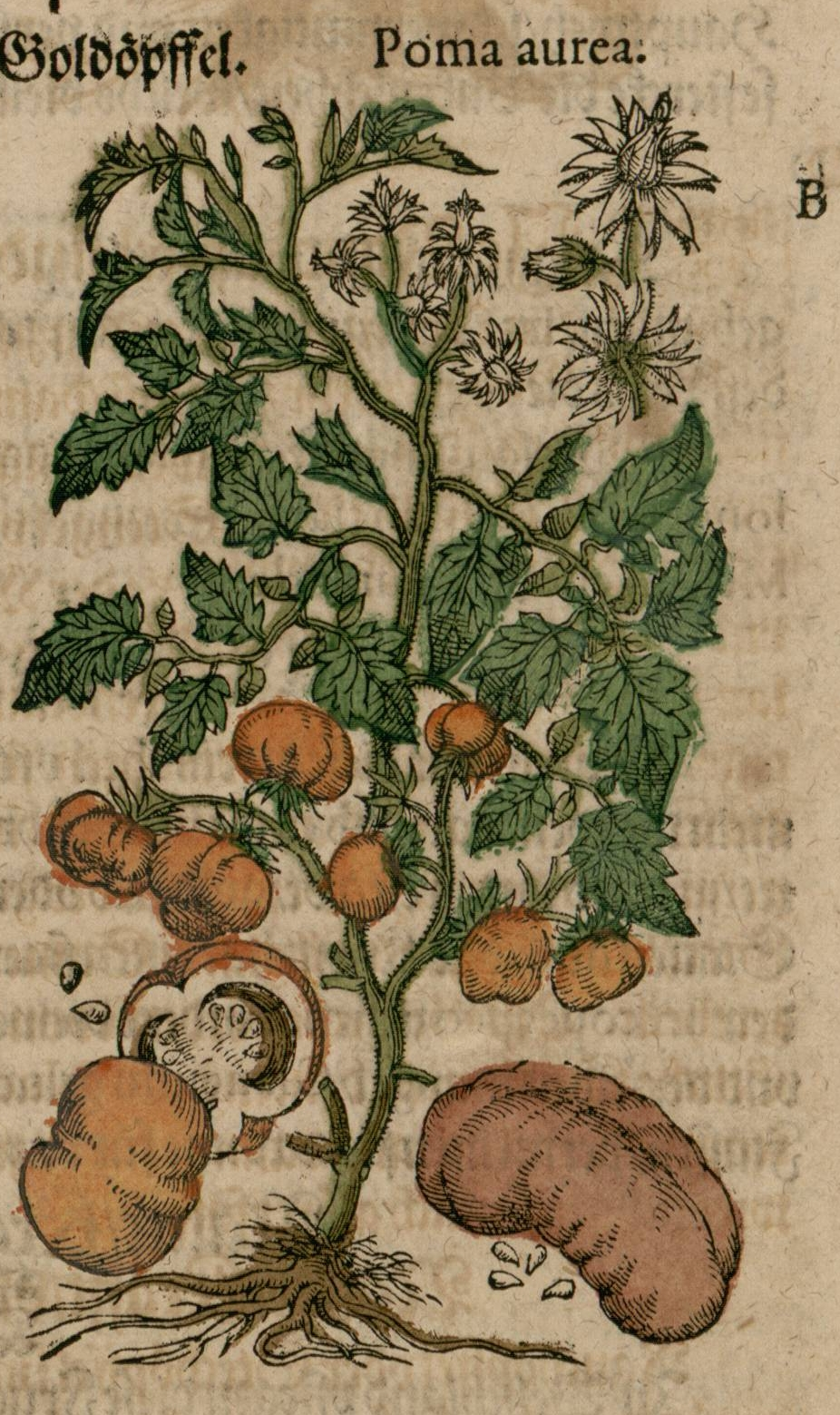
Primera representación en Europa de una planta de tomate - Pietro Andrea Mattioli, 1590

Capítulo III. La enfermedad del prior. Con motivo de haberse enfermado el prior, las visitas de Zenón a éste se vuelven más frecuentes. Ambos gustan de conversar sobre temas relacionados con la Iglesia, la Inquisición, la política. Se trazan paralelos (Zenón los traza) entre los elementos sagrados del catolicismo, como la Santa Misa, los Santos Sacramentos, y aquellos utilizados por la alquimia. En el transcurso de esas charlas Zenón observa que su interlocutor parece estar más solo y amenazado que él. La angustia y la compasión que la miseria de aquellos tiempos provoca en el ánimo del religioso parecen a su vez socavar cada vez más sus fuerzas. En cuanto a él mismo, Zenón siente que por el momento el peligro respecto de su situación ha disminuido. Nadie parece reparar en el insignificante Sébastien Theus. No ignora, aun así, que según la fecha de nacimiento de ambos, tanto el prior como él tienen mucho que temer de la posición ocupada en esos días por Saturno. 
Capítulo IV. Los desmanes de la carne. Debido a la enfermedad del prior y a la negligencia de algunos monjes, una secta llamada de los Ángeles comienza a instaurar en el convento un espiritualismo especioso en el que se entremezclan las orgías y la vida sexual promiscua; un pasadizo excavado recientemente comunica ahora el convento de los franciscanos con el de las bernardinas. Son tiempos turbulentos en los que abundan las delaciones; los aldeanos están ávidos de poder denunciar los extravíos de los frailes, pues acusan a las Órdenes religiosas de opulencia y ostentación. Zenón presiente el peligro (un monje ha tratado de involucrarlo como partícipe de las licenciosas asambleas) y busca una salida. Debe esperar, sin embargo, a que la enfermedad de su amigo el prior se resuelva. Cuando éste al fin expira, Zenón decide partir hacia Inglaterra. Escribe una esquela en la que explica que debe asistir a un amigo en una localidad vecina y abandona el hospicio.
Capítulo V. Un paseo por las dunas. Zenón arriba a la aldea de Damme, antiguo puerto de Brujas ahora en desuso, y desde allí parte caminando por las dunas hasta el pueblo de Heyst, donde espera tomar una barca. Luego de arribar y ponerse de acuerdo con el dueño de una barca, que zarpará en la noche, deambula por la playa y al final ingresa en una capilla derruida. Medita allí sobre su futura estancia en Inglaterra, hasta que la irrupción de otro patrón de barca, que viene a ofrecerle sus servicios, lo obliga a abandonar la capilla e internarse en las arenas para sacarse de encima al importuno. A medianoche se acuesta en la arena y en el amanecer decide retornar a su hospicio de San Cosme. 

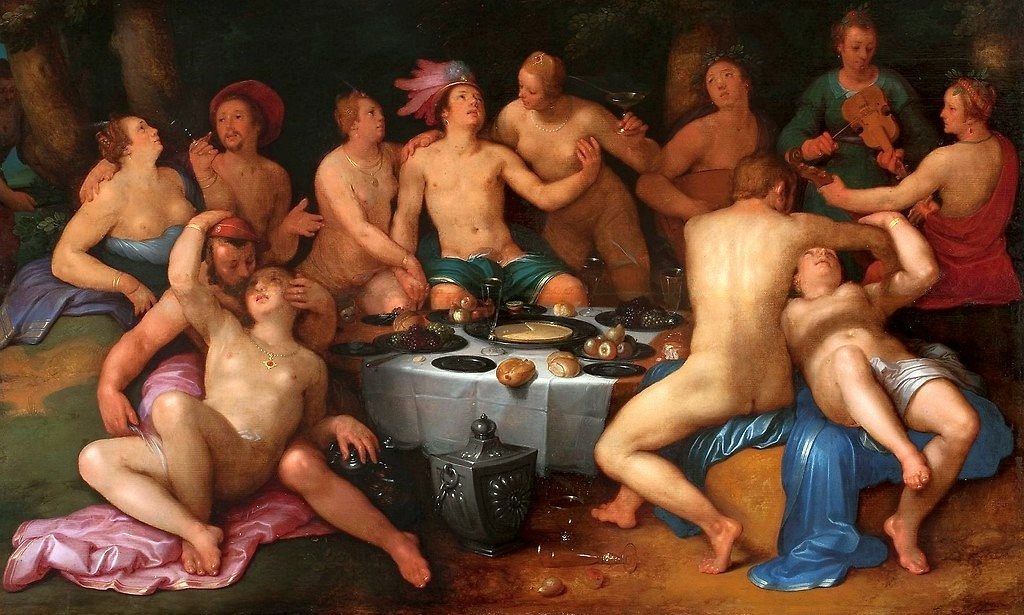
Cornelis van Haarlem. Antes del diluvio

Capítulo VI. La ratonera. Transcurre algo más de un mes sin novedades en el hospicio. Zenón piensa ahora en dirigirse a Alemania, a Lübeck, más precisamente, donde quizá pueda obtener el puesto de regente del hospital del Espíritu Santo, algo que un amigo que vive allí alguna vez le había insinuado. Su nombre es muy conocido en Alemania, ya que un ejemplar de su Proteoría salvado del fuego parisino fue traducido al latín por un doctor de Wittenberg y tuvo mucho éxito. También su Tratado del mundo físico ha sido publicado, en Basilea. Desde su partida a Heyst no ha vuelto a oír de los Ángeles. Pero entonces ocurre algo inesperado: una joven noble que se alojaba en las bernardinas ha dado a luz a un bebé y lo ha estrangulado. Son detenidos una cantidad de frailes. Para evitar la tortura, uno de ellos confiesa que Zenón, esto es, el doctor Sébastien Theus, había sido confidente y cómplice de los Ángeles. Zenón, a pesar de lo infundado de la acusación, no solamente se entrega, sino que revela también su verdadera identidad.

### Tercera parte: La prisión
En la Tercera parte hallamos cuatro capítulos. Esta vez el epígrafe consiste en unos versos de Juliano de Médici, que justifican, a la manera estoica, la muerte por suicidio. 
Capítulo I. El acta de acusación. Luego de pasar una noche en la prisión, el prisionero es trasladado a una celda ubicada en el tribunal. Los cargos en su contra se multiplican: acciones relacionadas con la magia, ideas heréticas, actividades en el hospicio tendientes a proteger a fugitivos políticos… En un principio, durante las sesiones que en el tribunal tratan su caso, Zenón argumenta y se enfrasca en discusiones teológicas y científicas; pero después, poco a poco, comienza a desentenderse; el proceso le parece irreal. Al final lo compara con una de las partidas de cartas que jugaba con un conocido y que, por estar distraído o por indiferencia, siempre perdía. Percatándose de esto, el canónigo Bartholommé Campanus, quien reemplazó al prior fallecido y es ahora simpatizante de Zenón, le envía un correo a Philibert Fugger y a su mujer Martha, hermanastra de Zenón, para que intercedan por el reo ante Pierre Le Cocq, procurador de Flandes.  
Capítulo II. Una hermosa morada. En la suntuosa residencia de Forestel, donde Philibert y Martha viven, se discute la solicitud como si se tratara de un negocio más. Philibert argumenta que si Le Cocq acepta su pedido, él se convertirá en su deudor, en vez de ocurrir al revés; y que si se niega, él deberá tragarse ese enojoso no.  Martha, por su parte, no se esfuerza por convencer a su esposo: le interesa mucho más la noticia que éste acaba de darle acerca de una propiedad de ellos que se convertirá en un vizcondado, y luego, cuando aquel se marcha, el negocio con unos tapices que le propone su mayordomo. A esas alturas, la carta en favor de Zenón es un asunto olvidado. 

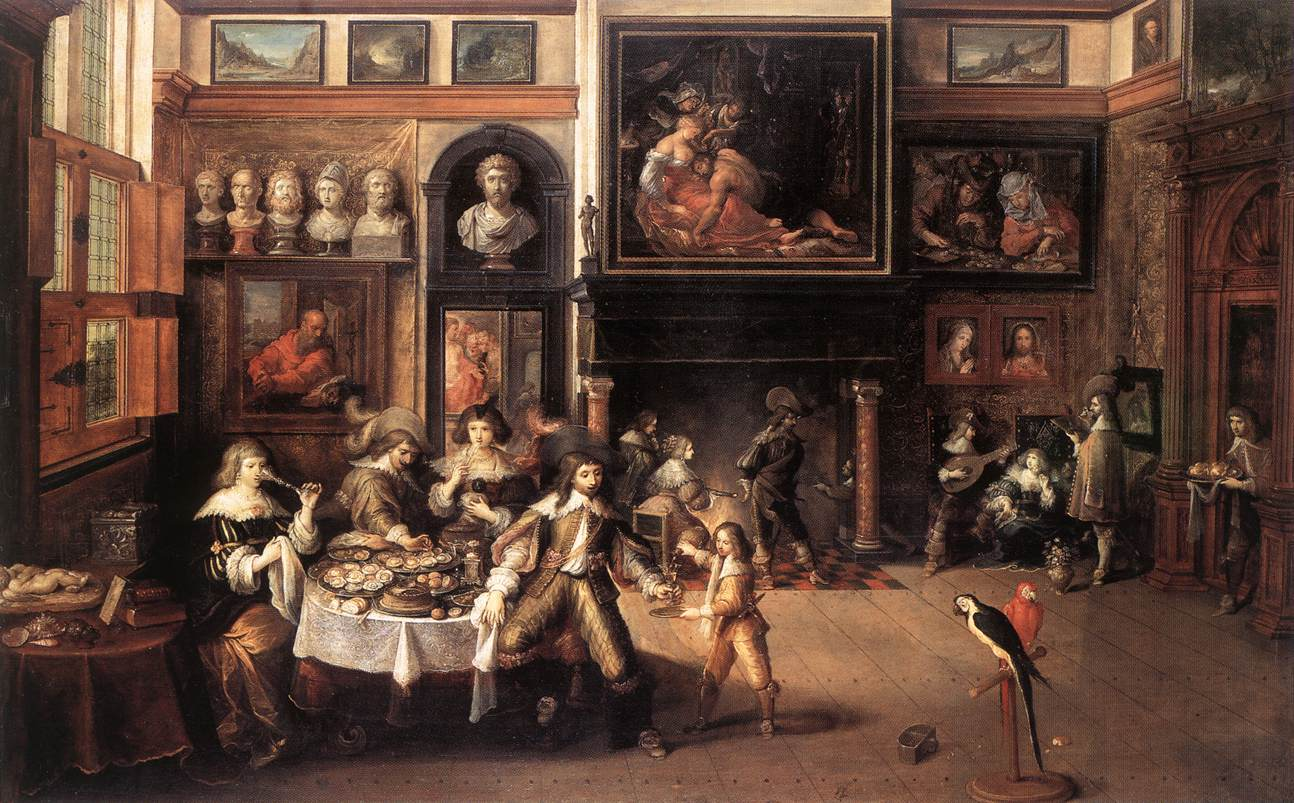
"Una hermosa morada". Frans II Francken, Supper at the House of Burgomaster Rockox

Capítulo III. La visita del canónigo. Luego de ser dictada la sentencia (muerte en la hoguera), Zenón recibe la visita del canónigo Batholommé Campanus. Ambos hombres conversan de cuestiones teologales y de la trayectoria de alquimista de Zenón, pero muy pronto queda en evidencia que el motivo de la visita del religioso es tratar de salvar la vida del condenado a través de una retractación. Las discusiones se reanudan, y aunque el antiguo maestro de Zenón se muestra muy elocuente, éste no cede. Después de asegurarle a Zenón que nada debe temer en cuanto al dolor en la hoguera, ya que ellos han tomado ciertos recaudos, el anciano se retira, apesadumbrado.
Capítulo IV. La muerte de Zenón. Cuando Zenón se queda a solas, repasa su conversación con el religioso. Por un momento, al recordar el ofrecimiento de éste, su mente vacila; pero enseguida se da cuenta de que su resolución de morir continúa firme. Es una libertad, su libertad, que se acrecienta además con esta otra posibilidad: la de morir entre esas paredes grises, por propia mano. Él es el señor de su muerte, quien dirige a su antojo la acción suprema. Bruscamente, sin embargo, se ve arrebatado por un torbellino de angustia; el cuerpo, la carne, parecen rebelarse. Reuniendo todas las fuerzas de su voluntad, se dirige hacia la escribanía donde guarda una delgada cuchilla de afeitar, todo un tesoro ahora. Pero el miedo, elemental, todavía perdura; debe vencerlo o sucumbir. Se acuesta en el camastro y, mientras sus pensamientos atraviesan vertiginosamente su espíritu, ejerce sobre las arterias de brazos y piernas su arte de cirujano.

## Personajes principales
Zenón: hijo bastardo del clérigo Micer Alberico de Numi y de Hilzonda, hermana de Henri-Juste Ligre. Vinculado por su personalidad y trayectoria con figuras como Leonardo Da Vinci, Paracelso, el anatomista Vesalio, el cirujano Ambroise Paré, el botánico Cesalpin, Galileo, Giordano Bruno, Erasmo. Entre las características que lo distinguen están el espíritu científico, la capacidad de creación, el interés por la naturaleza y por las cuestiones del cuerpo humano, el instinto viajero y de aventura, unas ideas marcadas por la escolástica y que reaccionan contra ella. Su espíritu de oposición y de rechazo es marcado; se opone a las universidades, a la familia, cuya riqueza grosera desdeña; rechaza la ideología de su tiempo, expresada con vana palabrería; la sensualidad; el pensamiento cristiano, a pesar de entenderse tan bien con ciertos hombres de la Iglesia, como el prior de los franciscanos; rechaza la alianza, cimentada por la contrarreforma, entre la Iglesia y las monarquías. Ante un mundo que se desmorona, él, cuya vida mental y espiritual ha ido experimentando una depuración semejante a la de los procesos alquímicos de los que ha sido agente, siente que es la misma condición humana la que está en discusión.   

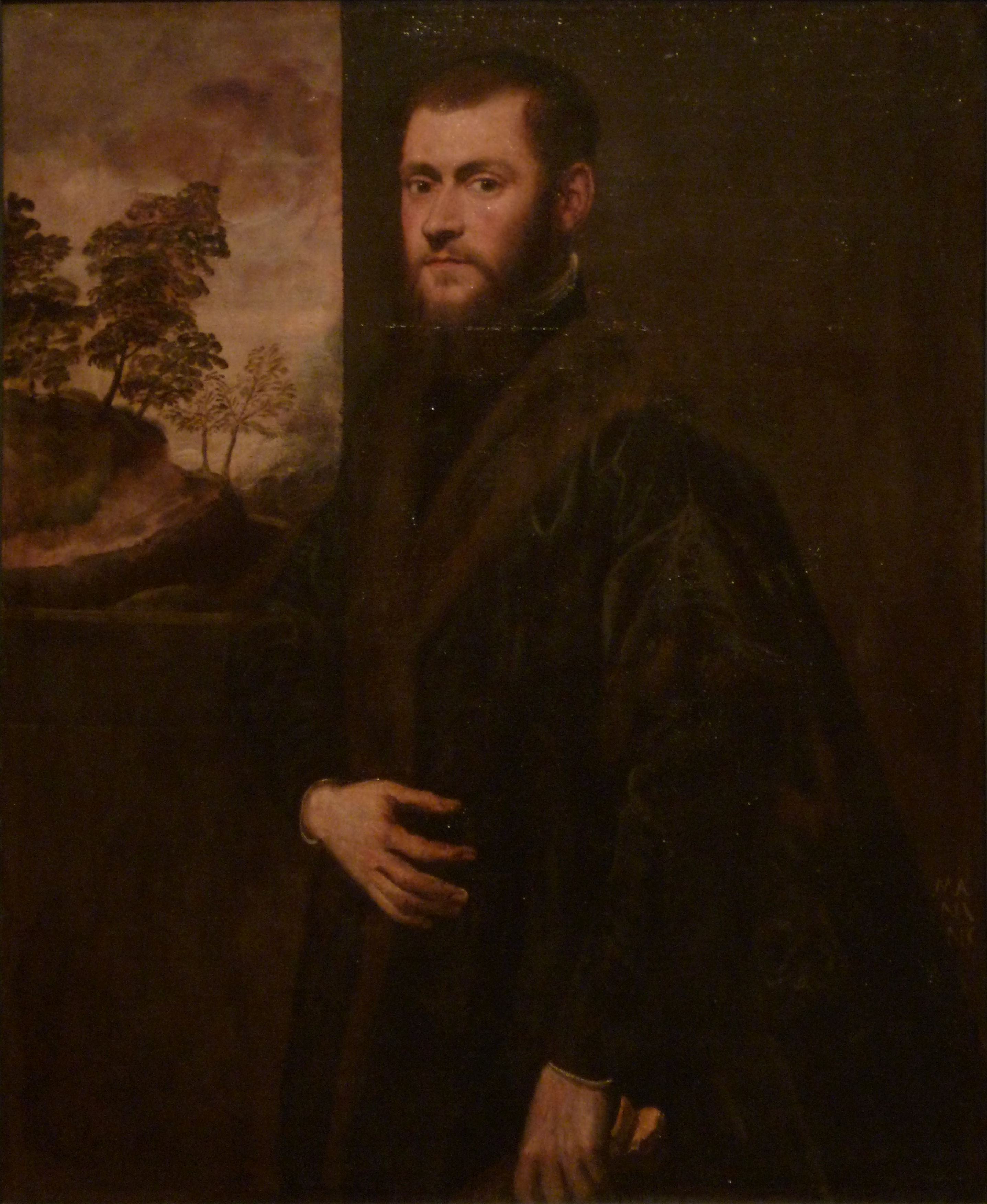
Tintoreto. Retrato de un gentilhombre

Henri Maximilien Ligre: hijo de Henri-Juste y primo de Zenón. Representa al gentilhombre típico, con su bagaje modesto de cultura humanista, aficionado a los lances guerreros, a las letras y a las aventuras galantes.
Henri-Juste Ligre: hermano de  Hilzonde, padre de Henri Maximilien y de Philibert. Banquero y comerciante, se convierte con los años en el prestamista oficial de la Regente de los Países Bajos.
Philibert Ligre: hijo menor de los Ligre. Enviado desde pequeño a aprender las finezas de la banca a la casa de los Fugger. A los veinte años era gordo y destacaba por encontrar errores en las cuentas de los empleados. Hereda  los negocios de los banqueros Henri-Juste y Matin.
Martin Fugger: primo de Henri-Juste y esposo de Salomé. Philibert Ligre heredará sus negocios y se casará con Martha, hermanastra de Zenón. Tanto los Fugger como los Ligre representan la historia financiera de ese tiempo, cuando la aristocracia comienza a depender del dinero y del poder de la burguesía.  
Jean-Louis de Berlaimont: prior del convento de franciscanos, erudito y humanista a la vez que cortesano y diplomático, es el personaje que Yourcenar, al evocar la novela, más destaca junto con Zenón. Para ella se trata de un desengañado que se vuelve hacia Dios y para quien su deber consiste en protestar discretamente pero sin romper con la Iglesia a la que se ha entregado; ese es su heroísmo. En cuanto a su fervor, no es ni revolucionario ni fanático. “No es Savonarola, es un hombre que sufre, pero que se encomienda a Dios antes de juzgar.” Por lo demás, la autora considera que ambos personajes son complementarios: el prior con su rebelión interior y Zenón con su rebeldía enfocada en lo externo; el prior con su piedad por todo ser humano, y Zenón con su “fría compasión de médico”.     
Bartholommé Campanus: canónigo de San Donaciano, en Brujas, y  cuñado de Henri-Juste. Maestro de Zenón, experimenta cierta culpa frente a la evolución del pensamiento de su antiguo discípulo. Representante del hombre de Iglesia tradicional, intenta sin éxito una retractación por parte de Zenón cuando éste es condenado a muerte. 
Jean Myers: barbero, amigo y maestro de Zenón en el arte de la sangría. Muere en circunstancias poco claras, acaso por propia mano. En su testamento le deja su propiedad a Zenón, quien la transfiere al hospicio de San Cosme.

## Conclusión
Para Marguerite Yourcenar, Opus nigrum es una especie de espejo que “condensa la condición del hombre a través de esa serie de acontecimientos que llamamos historia”. Unos acontecimientos, en este caso, establecidos en los inicios del Renacimiento, cuando todavía perduran usos y costumbres de la Edad Media. Pero aun cuando joven, o por eso mismo, se trata de un tiempo en el que la fe en la dignidad humana, en la infinitud del poderío humano es inmensa. Un tiempo que la cita de Pico della Mirandola que abre la novela refleja perfectamente, ese “No te he dado ni rostro, ni lugar alguno que sea propiamente tuyo, ni tampoco ningún don que sea particularmente tuyo, Oh Adán, con el fin de que tu rostro, tu lugar y tus dones seas tú quien los desee, los conquiste y de ese modo los poseas por ti mismo”. Un tiempo, según Yourcenar, cuya idea del mundo “no ha llegado todavía a ser copernicana. El hombre está siempre en el centro de las cosas, sobre una tierra que está en el centro del universo”. Y un hombre cuya inquieta osadía, en paralelo con este antropocentrismo y con aquella fe ingenua, arremete para llegarse hasta un terreno donde plantará el germen del habitante del siglo XX.

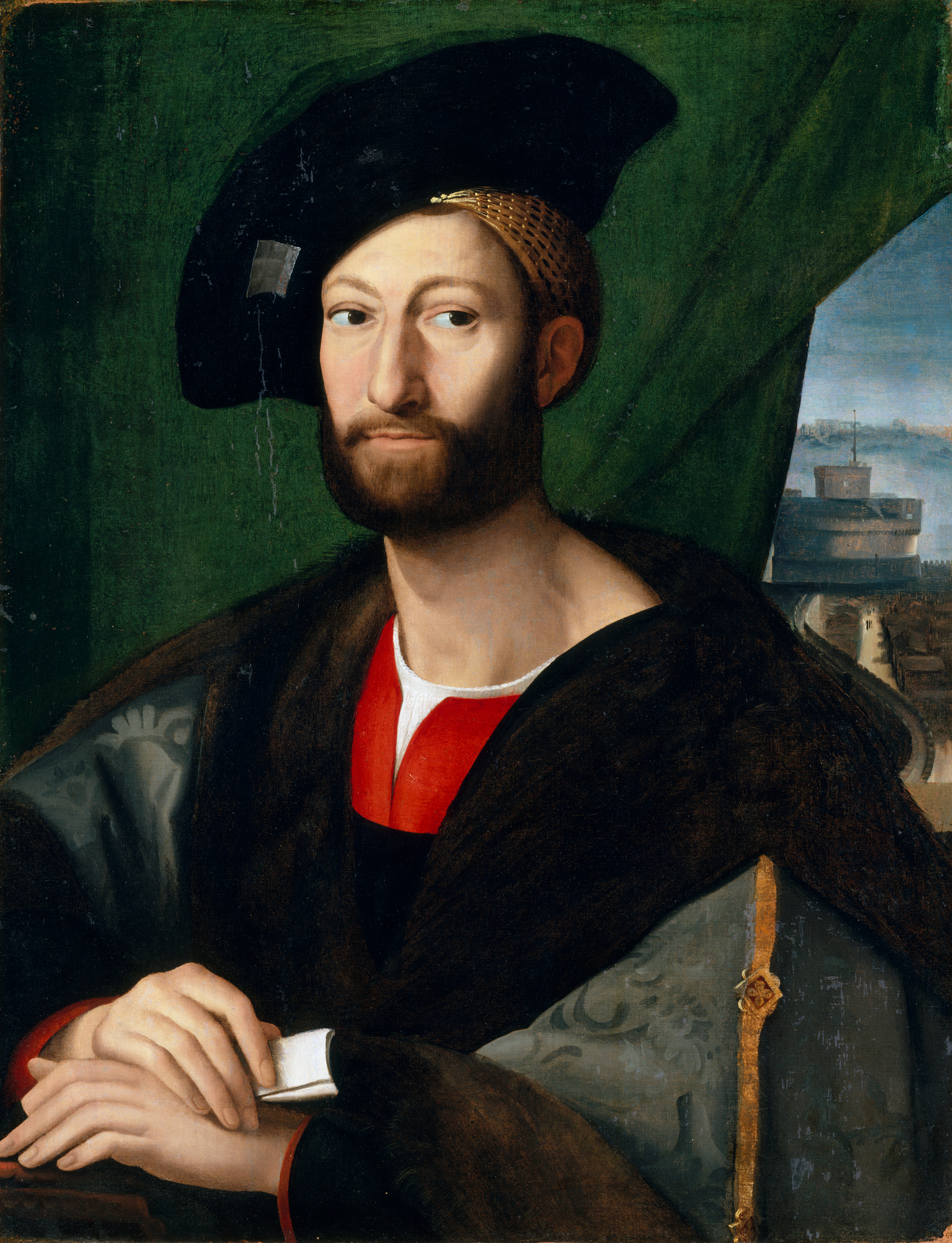
Rafael. Retrato de Juliano de Médici

No es casual que la autora mencione, al hablar de su novela, el corte anímico e histórico que se produjo al caer Roma en manos de los mercenarios de Carlos V, en 1525, del desaliento que reemplazó entonces las esperanzas excesivas de ese joven humanismo; y que lo compare con los cortes ocurridos en 1914 y en 1930-1950, cuando la experiencia del hombre moderno se igualó a la de un Zenón hundiéndose más y más “en círculos infernales de ignorancia, de salvajismo, de rivalidades imbéciles”. En la experiencia de Zenón está, para Yourcenar, nuestra propia experiencia. Repasando las dos guerras mundiales, Hiroshima, la invasión de Hungría por los soviéticos, Argelia, resulta fácil imaginar aquel desorden, “esas cortinas de hierro del siglo XVI, levantadas entre la Europa católica y la Europa protestante, y el drama de los que no pertenecían a ninguna de las dos, y huían de una y de otra”. Luego de aquella caída de Roma, la oración de un tiempo primigenio de Pico de la Mirándola es sustituida por la de Juliano de Médici, que precede al último capítulo de la novela y cuyos tres primeros versos proclaman “No es villanía, ni de villanía procede (villanía tiene aquí la connotación de algo vulgar, propio del habitante de la villa medieval), / Si alguien, por evitar una suerte más cruel, / Odia la propia vida y busca la muerte”. Ahora se trata ya de un Renacimiento desengañado, de una desolación en la que ese poema halla eco tanto en la Noche esculpida por Miguel Ángel como también en la opinión de un Leonardo anciano acerca de que los hombres no son más que unos fabricantes de estiércol. Ahora, “la dignidad del hombre consiste en resistir al desastre”.     
Con respecto al protagonista, Yourcenar confesó que había comenzado por concebirlo mal, al imaginarlo demasiado esquemático, una especie de librepensador según el gusto atrasado de un radical de la década de 1920; un hombre sin ninguna ilusión ni compromiso de una punta a la otra de su vida. Pero luego se percató de que se trataba de una visión falsa, “que todo es mucho más complejo, que las experiencias y las intenciones se contradicen, o así lo parecen, y que, al llegar a un cierto punto, todo se deshace y se une a la vez”. Por ello en el final de su vida Zenón, sin haber rechazado ninguna de las opiniones que de un modo oficial y cristiano hacen de él un ateo, está mucho más próximo del obispo que lo condena de lo que lo hubiera estado en su juventud. Está, además, en posesión de su ser interior, el cual, asistido por los ejemplos de la historia, ha terminado por asimilar la idea de que la indiferencia por la propia individualidad  alimenta el fuego de la totalidad humana; un fuego necesario para ese Opus nigrum, esa Obra negra en que consiste el primer paso de un proceso mediante el cual la alquimia histórica conseguirá el oro de una humanidad renovada. 
Metáfora, pues, de un cierto orden estético y moral que, negando la idea secular y más o menos semejante de trascendencia que nutrió a la civilización occidental, insiste, mientras afronta el día a día con el auxilio de un estoicismo grecorromano, en perseguir aquella fórmula susurrada al primer hombre en el primer jardín: Seréis como dioses.